# 7a Divisió Cuirassada (Regne Unit)
La 7a Divisió Cuirassada va ser una divisió cuirassada britànica que participà en la Segona Guerra Mundial, on les seves fites van fer que se la conegués arreu com "Les Rates del Desert".
Després de la crisi de Múnic, el 1938 es formà la divisió a Egipte com la Divisió Mòbil (Egipte), i el seu primer comandant va ser el famós teòric dels tancs el Major-General Sir Percy Hobart. El gener de 1940 se li modificà el nom pel de 7a Divisió Cuirassada; i va ser en aquest període quan s'encunyà el sobrenom de Rates del Desert.
La divisió participà en totes les principals batalles de la campanya del nord d'Àfrica; posteriorment seria traslladada a Itàlia, abans de ser traslladada al Regne Unit, on es preparà per combatre al nord-oest europeu. Desembarcà a Normandia el vespre del 6 de juny i lluità per Europa, acabant la guerra a Kiel i Hamburg (Alemanya). La 7a Brigada Cuirassada va ser destacada de la divisió a inicis de 1942 i lluità contra els japonesos a Birmània abans de retornar a la Mediterrània per combatre a Itàlia.
Tot i que la divisió va ser dissolta durant la dècada de 1950, la història, nom i la famosa insígnia de la "Rata del Desert" va recaure sobre la 7a Brigada Cuirassada.

## Història

### Fundació
Després de la crisi de Múnic, elements del que esdevindria la 7a Divisió Cuirassada van arribar a l'Orient Mitjà el 1938 per incrementar la força britànica a Egipte
La "Força Mòbil" va establir-se a la costa, a uns 200 km a l'oest d'Alexandria. Va ser formada a partir de la Brigada de Cavalleria del Cairo (tres regiments cuirassats, el 7è d'Hússars, el 8è d'Hússars i l'11è d'Hússars) i el 1r Reial Regiment de Tancs, amb el suport del 3r Regiment de la Reial Artilleria a Cavall (RHA) i una companyia del Cos Reial de Servei de l'Exèrcit (RASC) i una unitat d'Ambulàncies de Camp. Va unir-se un batalló del King's Royal Rifle Corps i el seu primer comandant, el Major-General Percy Hobart (posteriorment "creador" dels Funnies, que participaren en la invasió de Normandia). Hobart era un expert de la guerra cuirassada, i va veure que les seves tropes estaven adequadament preparades per lluitar al desert, malgrat el seu pobre equipament. Stewart Henry Perowne, Adjunt de Relacions Públiques a l'ambaixada britànica a Bagdad va referir-se com la "Farsa Mòbil", car incloïa diversos tancs obsolets, com el Vickers Medium Mark II.

### Nord d'Àfrica
El desembre de 1939, el Major-General Sir Michael O'Moore Creagh succeí a Hobart, qui havia perdut la confiança dels seus superiors.
Se suposava que la unitat hauria hagut de tenir 220 tancs; però en l'esclat de la guerra la "Força Mòbil" només en tenia 65. la majoria de les tropes de la unitat havien estat desplegades per dos anys al 1940 i li costà 3 mesos arribar-hi.
El 16 de febrer de 1940, la Divisió Mòbil esdevingué la 7a Divisió Cuirassada. La cridanera insígnia divisionària de la Rata del Desert va ser adoptada per aquella època. Sorgí d'un esbós d'un jerbu que va fer l'esposa del general Creagh, després d'una visita al Zoo del Cairo.
Després de la declaració de guerra italiana, la Força del Desert Occidental estava en una clara inferioritat numèrica. Malgrat això, els italians no van ser adversari pels britànics; i als primers combats el 1940 la Força del Desert Occidental capturà 250.000 italians.
Durant el gener de 1941 els italians es retiraren, i el Major-General Richard O'Connor, comandant Força del Desert Occidental, ordenà a les Rates del Desert que viatgessin al sud del Jàbal al-Akhdar i tallessin la retirada italiana a Beda Fomm, mentre que les forces australianes empenyien als italians cap a l'oest. El 7 de febrer, els tancs no podien viatjar prou de pressa, la maniobra era dirigida per una brigada ad hoc de cotxes blindats, remolcs, artilleria i infanteria que completaren el viatge en 30 hores, tallant la retirada italiana i destruint al Desè Exèrcit italià. El tinent coronel John Combe dirigí aquest grup ad hoc, que arribà a conèixer-se com la Combeforce. Després d'això, els tancs de la 7a Divisió Cuirassada, després de 8 mesos de combat, necessitaven una posada a punt completa i la divisió es retirà al Cairo i temporalment deixà de ser disponible com a formació de combat.
Els italians havien demostrat ser tan febles que Hitler va veure's forçat a enviar l'Afrika Korps com a reforç sota el comandament del general Erwin Rommel. L'abril del 1941, les tropes aliades a Tobruk va quedar aïllades pels alemanys i els italians.
Al juny, la 7a cuirassada estava de nou preparada per combatre a l'operació Destral de Guerra, després de rebre nous tancs i personal addicional. Al pla d'atac de Destral de Guerra, la 7a Força quedava dividida entre la Força Costanera i la Força de les Muntanyes. Malgrat això, aquest avanç Aliat fracassà, i la 7a va veure's obligada a retirar-se al tercer dia de combats. El 18 de novembre, com a part de l'operació Croat el gruix de la 7a Divisió Cuirassada va concentrar-se en el trencament. Van dirigir-se només l'afeblida 21a Panzer. Malgrat això, el comandant del XXX Corps, general Norrie, temeros que la 7a Divisió tenia només 200 tancs decidí optar per la prudència. Durant l'espera, a primera hora del vespre del 22 de novembre Rommel atacà Sidi Rezegh amb la 21a Panzer i capturà l'aeròdrom. La lluita va ser desesperada i valenta: per aquestes accions durant aquests dos dies de combats el Brigadier Jock Campbell, comandant del 7è Grup de Suport, va ser condecorat amb la Creu Victòria. Malgrat això, la 21a Panzer, tot i estar molt afeblida en tancs, es demostrà superior en les seves tàctiques d'armes combinades, fent recular la 7a divisió cuirassada perdent 50 tancs (principalment de la 22a Brigada).
La Força del Desert Occidental esdevingué el XIII Corps, una de les parts principals del Vuitè Exèrcit. La 7a Divisió Cuirassada participà en les principals batalles de la campanya del nord d'Àfrica, incloent les dues batalles d'El Alamein. També participà en la destrucció de les forces de l'Eix a Tunísia el 1943.

### Itàlia
La divisió no era part de la força d'assalt a la invasió de Sicília, però participà en els combats a Itàlia. Va desembarcar al golf de Salern el 15 de setembre de 1943, per ajudar a rebutjar els contraatacs alemanya, enquadrat al X Corps i amb l'ajut de la 46a Divisió (North Midland), avançant cap a Nàpols. Les Rates del Desert, habituades a lluitar al desert, van haver d'habituar-se a les carreteres italianes. La divisió travessà el Volturno al sud d'Itàlia, mitjançant un pont de pontons, obrint el camí per a diverses divisions que es dirigien cap al nord.

### Nord-oest europeu
La divisió abandonà Itàlia durant el novembre de 1943, amb les darreres unitats arribant al Regne Unit el 7 de gener de 1944. Allà va ser equipada amb els nous tancs Cromwell i entre abril i maig rebé 36 Sherman Vc Fireflies, suficient per organitzar cada tropa que tenien un complement de tancs Cromwell dotats d'un canó de 75mmi Firefly amb un canó de 17 lliures. La 7a Cuirassada era l'única divisió britànica que tenia els Cromwell com a principal tanc de combat.
La divisió va ser una de les 3 divisions que seguiren els dons cossos d'assalt britànics emmarcats al desembarcament de Normandia. La 22a Brigada Cuirassada embarcà el 4 de juny i la major part desembarcà a Gold Beach a darrera hora del dia 7. Inicialment participà en les operacions Penjarrobes i Goodwood, totes dues part de la batalla de Caen. A Penjarrobes la divisió era la punta de llança d'un braç d'un atac en pinça per capturar la ciutat. A causa d'un canvi en els elements del pla de la divisió van haver de combatre la Divisió Panzer-Lehr i el 101 batalló Pesant SS-Panzer en la batalla de Villers-Bocage. Després de la captura de Caen la divisió participà en l'operació Primavera, que provà de mantenir ocupades les tropes alemanyes mentre que els americans llençaven les operacions Cobra i Abric Blau, un atac en suport del trencament americà i interceptar els reforços alemanys que es dirigien per aturar-lo. Després la divisió participà en l'avanç Aliat de París al Rin.
L'actuació de la divisió a Normandia, així com a la resta de França, ha estat qüestionat i s'ha afirmat que no arribà al nivell de les campanyes anteriors. A inicis d'agost, el major general Erskine, comandant de la divisió, el comandant de la brigada cuirassada Hinde i més de 100 oficials van ser retirats dels seus càrrecs i redestinats. Els historiadors es mostren d'acord que va ser conseqüència del fracàs a Villers-Bocage i que els canvis van preparar-se des d'aquella batalla.
Seguint l'avanç per França, la divisió participà en l'avanç aliat per Bèlgica i els Països Baixos; alliberant Gant el 5 de setembre. La divisió participà en l'avanç pel riu Maas. El gener de 1945 participà en l'operació Blackock per netejar el Triangle del Rör, seguit per l'operació Plunder. La divisió travessà els rius Xanten i Wesel i avança fins a Hamburg.
La substitució del comandant de la divisió, després de Normandia, no va canviar l'actuació de la divisió i, al novembre de 1944, el major general Verney va ser rellevat després que fos incapaç de curar els mals hàbits de la divisió per satisfer a Montgomey i a Dempsey.
No hi ha dubte que la divisió patí d'una fatiga de batalla col·lectiva i acumulativa. Com Verney senyalà, amb presciència, no hi ha cap dubte que la familiaritat amb la guerra et fa ser més valent. Un esdevé més prudent, i de la prudència a la covardia només hi ha un pas ben curt.

### Postguerra
La Divisió seguí a Alemanya com a part de les forces d'ocupació i durant la dècada dels 50 com a part de l'Exèrcit Britànic del Rin, per fer front al Pacte de Varsòvia. Com que l'Exèrcit Britànic s'estava reduint, les divisions a poc a poc eren retirades de l'ordre de batalla. L'abril del 1958, la llarga i il·lustre carrera de la divisió finalitzà en ser convertida en la 5a Divisió. Malgrat això, les tradicions de la 7a Divisió Cuirassada van ser mantingudes per la 7a Brigada Cuirassada, que forma part de la 1a Divisió.

## Comandants
La 7a Divisió Cuirassava va tenir 13 comandants durant la Segona Guerra Mundial:
| Data de Nomenament     | Comandant                                                   |
| ---------------------- | ----------------------------------------------------------- |
| 3 de setembre de 1939  | Major-General Percy Hobart                                  |
| 16 de novembre de 1939 | Brigadier J.A.L. Caunter (acting)                           |
| 4 de desembre de 1939  | Major-General Michael O'Moore Creagh                        |
| 1 d'abril de 1941      | Brigadier J.A.L. Caunter (acting)                           |
| 13 d'abril de 1941     | Major-General Michael O'Moore Creagh                        |
| 3 de setembre de 1941  | Major-General William Gott                                  |
| 6 de febrer de 1942    | Major-General John Campbell (Killed on 23 de febrer de)     |
| 23 de febrer de 1942   | Brigadier A.H. Gatehouse (acting)                           |
| 9 de març de 1942      | Major-General Frank Messervy                                |
| 19 de juny de 1942     | Major-General J.W.M. Renton                                 |
| 14 de setembre de 1942 | Major-General John Harding (wounded on 18 de gener de 1943) |
| 20 de gener de 1943    | Brigadier George Roberts (en funcions)                      |
| 24 de gener de 1943    | Major-General George Erskine                                |
| 4 d'agost de 1944      | Major-General Gerald Lloyd Verney                           |
| 22 de novembre de 1944 | Major-General Lewis Lyne                                    |
| 1947                   | Major-General George Roberts                                |

## Membres notables de la 7a Divisió Cuirassada
- Mariscal de Camp Lord Carver - GS01
- Major-General John Combe- inicialment a l'11è d'Hússars, després oficial d'estat major
- El Rt Hon Enoch Powell MBE - oficial d'estat major
- Tinent de 2a Dan Ranfurly – narrat al llibre de la seva esposa To War With Whitaker: The Wartime Diaries of the Countess of Ranfurly, 1939–1945

## Honors de batalla
| Data de l'acció                          | Honor de Batalla             |
| ---------------------------------------- | ---------------------------- |
| 8–11 de desembre de 1940                 | Sidi Barrani                 |
| 3–5 de gener de 1941                     | Bardia                       |
| 21–22 de gener de 1941                   | Captura de Tobruk            |
| 5–8 de febrer de                         | Beda Fomm                    |
| 18 de novembre de–10 de desembre de 1941 | Tobruk                       |
| 26 May–21 de juny de 1942                | Gazala                       |
| 1–27 de juliol de 1942                   | Primera Batalla d'El Alamein |
| 30 d'agost de–7 de setembre de 1942      | Alam el Halfa                |
| 23 d'octubre de–4 de novembre de         | Segona batalla d'El Alamein  |
| 6 de març de 1943                        | Medenine                     |
| 16–23 de març de 1943                    | Mareth                       |
| 6–7 d'abril de 1943                      | Akarit                       |
| 19–29 d'abril de 1943                    | Enfidaville                  |
| 5–12 May 1943                            | Tunis                        |
| 9–18 de setembre de 1943                 | Salerno                      |
| 22 de setembre de–1 d'octubre de 1943    | Napols                       |
| 12–15 d'octubre de 1943                  | Travessa del Volturno        |
| 18–23 de juliol de 1944                  | Pas de Bourguébus            |
| 17–27 de setembre de 1944                | El Nederrijn                 |
| 23 de març de–1 d'abril de 1945          | El Rhine                     |

## Monument
Hi ha un monument dedicat a la 7a Cuirassada al bosc de Thetford, a Brandon, on s'entrenà la divisió abans del Dia-D.